# Diegylis
Diegylis (grec ancien: Διήγυλις) est prince des Caenes en Thrace vers 150 à 141 av. J.-C. Certainement le fils du Roi des Odryses (vers 171 av. J.-C.) Cotys II et frère de Beythis qui règne de 140 à 120 av. J.-C.

## Règne
Selon Diodore de Sicile, c'est un effroyable tyran.

« Diégylis, roi des Thraces, à peine monté sur le trône, se laissa aveugler par ses succès inattendus : il traita ses amis et ses alliés non comme des sujets, mais comme des esclaves achetés à prix d'argent ou comme des prisonniers de guerre; enfin il se conduisit en despote cruel. Il fit mourir dans les tortures un grand nombre de braves citoyens thraces, il en outragea beaucoup d'autres et leur infligea les plus cruels tourments. Rien ne lui était sacré, ni la beauté de la femme ou de l'enfant, ni les richesses d'autrui ; mais il remplit ses trésors de butin. Il ravagea les villes grecques du voisinage, et emmena les habitants captifs; il outragea les uns et infligea aux autres des supplices atroces. Il se rendit maître de la ville de Lysimachie, soumise au pouvoir d'Attalus : il incendia la ville, choisit parmi les prisonniers les plus considérables et leur infligea les genres de supplices les plus inouïs. Il coupa aux enfants les mains, les pieds et la tête, et les fit attacher et porter au cou des parents; il ordonna que les maris et les femmes fissent un échange de leurs membres coupés ; quelques-uns de ceux auxquels il avait fait couper les mains furent disséqués le long du dos, et les lambeaux de chair promenés sur des piques. Enfin, ce roi surpassa en cruauté Phalaris et Apollodore, tyrans des Cassandriens. En passant sous silence les autres détails, nous allons rapporter un fait qui montre toute la cruauté sanguinaire de Diégylis. Pendant qu'il célébrait ses noces, selon les anciennes coutumes des Thraces, il fit enlever, au milieu de la route, deux jeunes Grecs, sujets du roi Attalus; c'étaient deux frères d'une rare beauté: l'un avait le menton recouvert du premier duvet, l'autre était presque du même âge. Ils furent tous deux introduits, parés comme des victimes; il fit étendre le plus jeune par ses satellites, et le coupa par le milieu du corps, s'exclamant que les rois ne doivent pas sacrifier comme de simples particuliers. Comme l'aîné, qui aimait beaucoup son frère, pleurait à ce triste spectacle et qu'il se jetait sur le fer du bourreau, Diégylis ordonna à ses satellites de l'étendre de même. Par un raffinement de cruauté, il le divisa d'un seul coup de part en part, aux grands applaudissements des spectateurs. Ce roi commit beaucoup d'autres monstruosités.
Attalus, informé que Diégylis s'était rendu odieux à ses sujets par son avarice et son extrême cruauté, affecta une conduite tout opposée : il renvoya généreusement les prisonniers thraces et fit proclamer partout sa mansuétude. Diégylis infligea les supplices les plus outrageants aux otages de ceux qui avaient quitté le pays [pour se retirer auprès d'Attalus] ; quelques-uns de ces otages n'étaient que des enfants très faibles, tant pour leur âge que pour leur nature. Les uns eurent le corps divisé par morceaux, les autres eurent la tête, les mains et les pieds coupés ; d'autres enfin furent attachés à des poteaux ou suspendus à des arbres. Beaucoup de femmes, avant de subir la peine de mort, furent exposées, les vêtements retroussés, aux outrages grossiers des Barbares, dont quelques-uns commettaient ces outrages, sans honte, aux yeux du public. Quelques-uns cependant, doués de sentiments humains, eurent pitié des malheureux. »

— Diodore de Sicile « Bibliothèque », fragment du livre XXXIII selon Excerpt de Virt et Vit, pp. 514-516.
Prusias II roi de Bithynie dont Diegylis avait épousé la fille, obtient de lui cinq cents Thraces, comme gardes du corps, et se réfugie avec eux dans la citadelle de Nictæa, lors du conflit qui l'oppose à son fils Nicomède II prétendant au trône soutenu par Attale II souverain de Pergame en Asie Mineure. Strabon précise qu'ensuite qu'Attale II ayant porté ses armes jusqu'en Thrace oblige Diegylis à reconnaître son autorité.

## Postérité
Toujours selon Diodore de Sicile il a comme successeur son fils Zibelmios.